# Angelo Rosetta
Angelo Leo Rosetta es un personaje ficticio de la serie de televisión australiana Home and Away, interpretado por el actor Luke Jacobz desde el 6 de julio del 2008, hasta el 14 de junio del 2011. El 13 de agosto del 2020 Luke regresó a la serie y su última aparición fue el 26 de noviembre del mismo año.

## Antecedentes
Angelo tiene tres hermanos y una hermana. Angelo tiene una difícil relación con su hermano Paulie, ya que luego de ser acusado de haber iniciado un incendio su familia le dio el negocio familiar a Paulie en vez de a él.

## Biografía
Angelo llegó por primera vez a Summer Bay como reemplazo del policía local Jack Holden, mientras que Jack tomaba tiempo para cuidar de su esposa Martha MacKenzie - Holden quien acababa de recibir la noticia de que tenía cáncer, al inicio al principio coqueteo con su compañera Charlie Buckton y durante una operación le pidió que saliera con él, pero lo rechazó, luego en el Diner comenzó a coquetear con Belle Taylor y la invitó a salir. Al inicio Belle lo rechazó pero después de que Aden la tratara mal aceptó, pero pronto quedó claro que Belle amaba a Aden y cuando este le pidió perdón ella lo aceptó. Una vez que Jack regresó al trabajo, Angelo continuó en la estación. Poco después salió con May Stone.
Cuando Charlie comenzó a sentirse abandonada por Roman Harris, Angelo la invitó a salir y fueron a un pícnic romántico en la playa, pero Charlie solo podía pensar en Roman y después de que Angelo la aconsejara este se fue y Charlie se reunió con Roman.
Cuando Belle fue secuestrada por Aden, llamó a la policía y poco después fue rescatada por Angelo, luego de llevarla a su casa Belle se desvaneció en sus brazos y comenzó a llorar, poco después se hicieron amigos. Después de insistir varias veces con invitarla a salir Belle por fin aceptó y se besaron en la cocina de Irene donde Aden los vio, devastado alejó a Belle quien regresó con Angelo. Poco después Angelo se vio obligado a retener a Belle después de que iniciara una protesta pero luego logró que Charlie retirara los cargos en su contra.
Cuando Belle comenzó a recibir amenazas de los "Developers" diciéndole que le harían daño a su novio, Belle pensó que hablaban de Aden Jefferies y secretamente regresó con él, poco después Angelo fue atacado por un niño, quien posteriormente fue arrestado, sin embargo al sentirse culpable Belle no le dijo que había regresado con Aden. Después de que su coche se saliera de la carretera Belle fue al hospital, donde Angelo comenzó a sospechar al ver a Aden en el lugar y luego los descubrió abrazándose, al día siguiente Angelo la enfrentó pero esta le negó todo y terminó con él.
Durante la reunión de los residentes Aden le dijo a Angelo, que él y la policía eran unos inútiles y le confesó que tenía una relación con Belle. Angelo la comenzó a seguir y a humillarla, por lo que Belle fue a la policía y levantó un acta por acoso, lo que ocasionó que Angelo se enfureciera y fuera a su casa a amenazarla, la cual destrozó. Poco después Belle fue atacada y dejada por muerta y las sospechas cayeron sobre Angelo, después de emborracharse con Charlie se acostaron, pero al día siguiente ella se negó a hablar del asunto y decidió tomarlo como un error. Con todo el pueblo en su contra, Angelo buscó la ayuda de Tim Coleman, quien a cambio de limpiar su nombre hizo que cambiara las muestras del suelo para que los cargos en contra de los "Developers" fueran retirados.
Poco después se descubrió que Nobby era el responsable del ataque de Belle, Angelo usó a su primo para pagar la fianza de Nobby y trató de usarlo como carnada para atrapar a Tim amarrándolo con un alambre, pero Tim escapó cuando Angelo fue interrumpido por Belle quien lo llamó para tratar de aclarar las cosas entre ellos, pero la comunicación se cortó y más tarde recibió una llamada telefónica amenazándolo para que retrocediera y avisándole que Nobby estaba muerto.
Jack al darse cuenta de que Angelo había pagado la fianza empezó a sospechar de él, después de recibir amenazas de Tim comenzó a hacer planes para irse de Bay, pero fue detenido por Belle quien quería hablar con él. Mientras hablaban arrojaron una piedra por la ventana y Angelo hizo que Belle se escondiera en el dormitorio. Cuando un hombre armado entró a la casa Angelo luchó con él y corrió hacia la habitación para tratar de sacar a Belle.
Aturdida Belle se negó a dejar a Angelo, quien la protegió y antes de que algo malo pasara Jack llegó al lugar y los salvó. De vuelta en la estación con Jack y Fitzy, Charlie lo salvó cuando encontró pruebas que vinculaban a Tim con el tirador, esa noche Charlie y Angelo terminaron durmiendo juntos.
Sin embargo seguía sospechando de él por las pruebas del suelo y le advirtió que sería vigilado. Al final del 2008 un nervioso Angelo llamó a Tim y organizaron una reunión, pero Jack los siguió y mientras Angelo esperaba a Tim en medio de la oscuridad escucho dos disparos, asustado comenzó a disparar y cuando fue a ver, se dio cuenta de que le había disparado a Jack, quien yacía en el suelo con una herida de bala en el corazón, Angelo asustado lo dejó ahí y se fue a su casa. A principios del 2009 se reveló que había muerto luego de que los paramédicos no pudieran revivirlo. 
Al día siguiente del incidente Angelo llegó tarde a un incendio, se volvió distraído y trató de esconder las evidencias del asesinato; sin embargo fue aclamado como un héroe cuando rescató a Martha durante el incendio, pero asediado por su culpabilidad comenzó a comportarse diferente, lo que ocasionó que Charlie comenzara a sospechar de él, quien al descubrir un mensaje en el teléfono de Tim, se horrorizó al ver que sus sospechas eran correctas y comenzó a recopilar evidencias en contra de Angelo. Martha quien también comenzó a sospechar de él, descubre un diario donde su esposo, Jack escribió acerca de la investigación en contra de Angelo, así que decide confrontar a Charlie, quien le cuenta todo. El día del funeral de Jack ambas ponen en marcha el plan pero este no funciona y Angelo asiste al velorio pensando que nadie sabe la verdad.
Después del funeral Martha incapaz de ocultarle la verdad a Tony, el padre de Jack, le cuenta todo y Tony molesto trata de golpear a Angelo, quien enfrente de todos admite ser el asesino de Jack y es arrestado. 
A mediados del 2009 Angelo regresa a Bay como oficial de la policía marítima quienes se encuentran investigando el contrabando de personas que tiene lugar en Bay. A su regreso se reveló que a pesar de que fue encontrado culpable por la muerte de Jack, los cargos fueron retirados, lo que causó mucho dolor y enojo entre los residentes de la bahía, especialmente en Martha y Tony. Al final del año se reveló que su principal sospechoso por el contrabando era Hugo Austin, quien es la mente maestra y primo de Jack. Después de que Martha es secuestrada, Angelo al intentar salvarle la vida recibe un disparo, que solo le roza; poco después Martha lo perdona por lo que pasó con Jack. 
A pesar de que Hugo se rehusó a hablar, Angelo lo lleva a la estación, donde Hugo hace un acuerdo con Angelo para declarar en contra de los otros sospechosos y decirle todo a los policías, así que Angelo decide armar un escenario donde aparentemente Hugo es "asesinado", pero se revela que está vivo y que entró en Protección a Testigos, los únicos que saben la verdad son Angelo y Alf Stewart. 
Actualmente sale con Charlie Buckton. En el 2010 Charlie obtiene un ascenso de Oficial de Policía a Oficíal Principal mientras que Angelo obtiene un ascenso de Alguacil a Sargento. A pesar de que Charlie se convierte en la nueva jefa de la estación de policía de Yabbie Creek, con el ascenso de Angelo este convierte en el nuevo jefe. 
A principios del 2011 Angelo le reveló a Ruby que había terminado con Charlie, debido a que ya tenían muchos problemas y a pesar de que habían intentado arreglarlos, no pudieron. Más tarde Angelo comenzó a salir con Nicole Franklin, poco después Angelo descubre que Darryl y Heath Braxton están plantando marihuana y cuando es descubierto por el grupo, Brodie Upton lo golpea, Angelo queda en coma y poco después se recupera en el hospital.
En junio del 2011 Angelo se mudó de la bahía con Nicole y el hijo de esta, George.